# Bryum nanocapillare
Bryum nanocapillare là một loài rêu trong họ Bryaceae. Loài này được Müll. Hal. ex Brizi mô tả khoa học đầu tiên năm 1893.